# 吉田憲治
吉田 憲治（よしだ けんじ、1930年（昭和5年）1月17日 - 2014年（平成26年）6月29日）は日本の実業家、元トマト銀行社長・会長。岡山県津山市出身。

## 略歴
- 1930年（昭和5年） - 米三の二男として生まれる。
- 1953年（昭和28年） - 大阪市立大学法学科を卒業、三和相互銀行（現・トマト銀行）へ入行、企画部長などを歴任する。
- 1974年（昭和49年） - 同社代表取締役に就任。
- 1978年（昭和53年） - 同社代表取締役常務に就任。
- 1982年（昭和57年） - 同社代表取締役専務に就任。
- 1983年（昭和58年） - 同社代表取締役社長に就任。
- 1988年（昭和63年） - 普通銀行への転換に伴い、当時の山陽相互銀行から改称した「トマト銀行」で第5回新語・流行語大賞新語部門銅賞を受賞。
- 1992年（平成4年） - 同社代表取締役会長に就任。
- 2014年（平成26年）6月29日 - 岡山市内の自宅で死去、84歳[1]。
- その他、岡山経済同友会代表幹事、全国相互銀行協会理事などを歴任した。

## 参考
- 交詢社 第69版 『日本紳士録』 1986年